# チャシブヤールへのミサイル攻撃

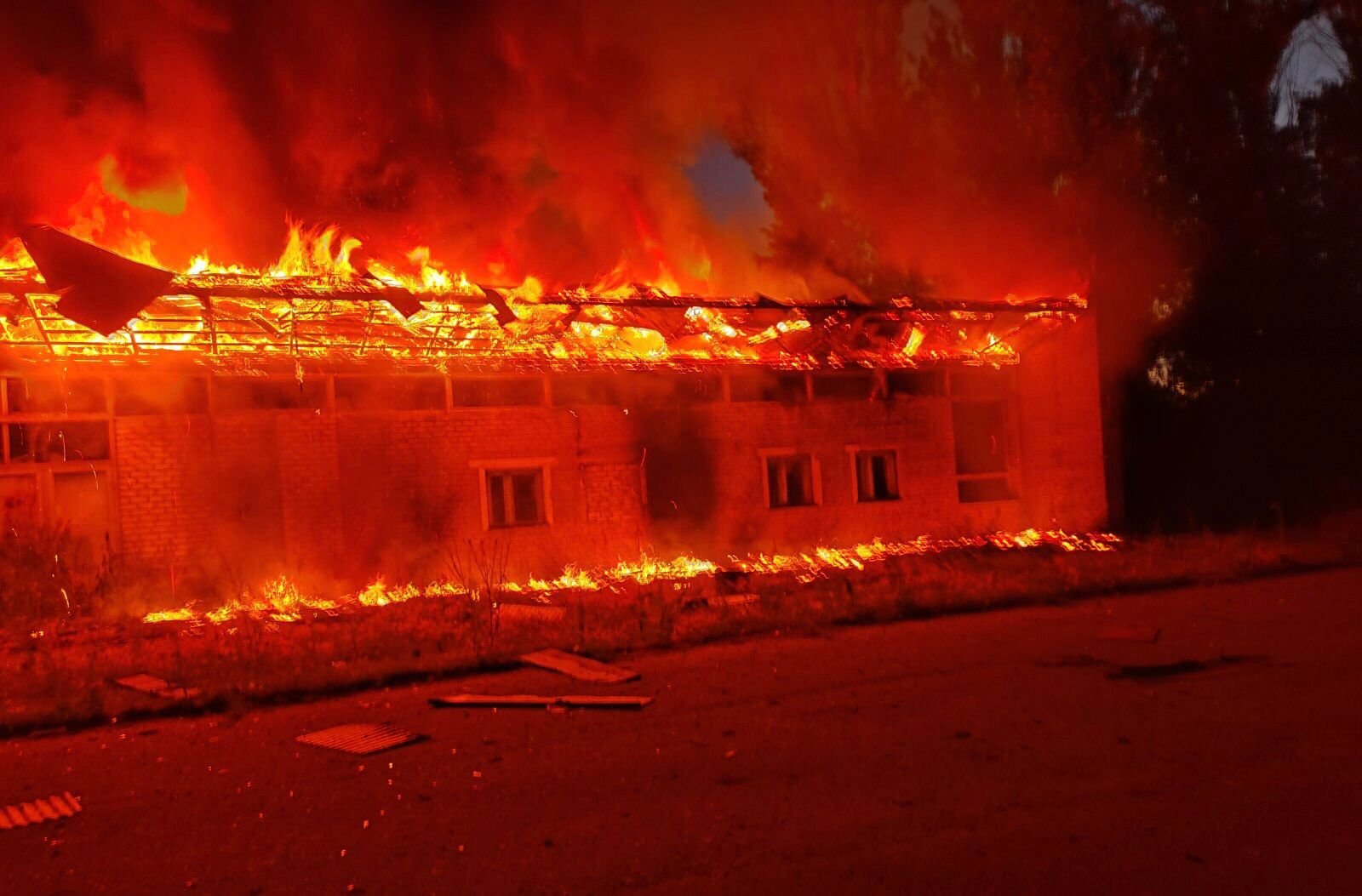
砲撃された駅舎

2022年7月9日21時17分（現地時間）に、ロシア軍がウクライナのチャシブヤールにある住居ビル2棟をミサイルで攻撃し、15人が死亡した。
衝撃により、5階建ての建物が一部倒壊し、2ヵ所のエントランスが完全に破壊された。

## 経緯
チャシブヤールは人口およそ12,000人で、クラマトルスクの南東およそ20キロメートルのところにあり、クラマトルスクはバフムートの西方にありロシアが占領しようとしていた。
ミサイル攻撃は、ソビエト連邦時代に設計された自走式220mmロケットランチャーのBM-27ウラガンにより行われたが、しかし、ロシア国防省は、アメリカのM777 155mm榴弾砲の格納庫とウクライナの武装勢力およそ30人を高精度兵器で破壊したと発言した。
救助隊員67人が被害者の救助にあたっているが、依然として20人以上が瓦礫の下に閉じ込められている恐れがある。

## 被害者
ウクライナ国家非常事態庁によれば、瓦礫の下から15人の遺体が発見され、5人の負傷者が救助された。

## 反応
ウクライナ大統領府長官のアンドリー・イェルマークは、ミサイル攻撃は「別のテロ攻撃」であり、結果としてロシアはテロ支援国家として指定されるべきであると発言した。